# Eric Taborda
Eric Taborda (Lione, 14 gennaio 1969) è un allenatore di calcio ed ex calciatore francese, di ruolo difensore.

## Biografia
Sposato con Chrystèle, ha una figlia, Maeva, nata nel 1993.

## Carriera

### Club
Gioca per Lione, Orléans, Ancenis, Mulhouse, Tolosa, Lugano, Clydebank, Alle e La Roche, dove termina la sua carriera. Gioca in Francia, Svizzera e Scozia. Vanta 40 presenze senza reti in Ligue 1.